# Lik, Vrața
Lik (în bulgară Лик) este un sat în comuna Mezdra, regiunea Vrața,  Bulgaria. 

## Demografie
Componența etnică a satului Lik
     Bulgari (96,93%)
     Romi (1,53%)
     Nicio identificare (1,53%)
     Altele (0%)
La recensământul din 2011, populația satului Lik era de 391 locuitori. Din punct de vedere etnic, majoritatea locuitorilor (96,93%) erau bulgari, cu o minoritate de romi (1,53%). Pentru 1,53% din locuitori nu este cunoscută apartenența etnică.